# Аргунская впадина
Аргу́нская впа́дина (Дуроевская впадина) — впадина на юго-востоке Забайкальского края России и частично на территории Китая.

## Расположение
Впадина располагается между двумя хребтами: Аргунским (с северо-запада, в пределах России) и Хайлатушаньским (с юго-востока, в пределах Китая). Российская часть впадины начинается от государственной границы на юго-западе и протягивается на расстояние свыше 140 км в северо-восточном направлении, до устья реки Урулюнгуй (где сочленяется с Восточно-Урулюнгуйской впадиной). Ширина впадины находится в пределах от 15 до 40 км.

## Геология
Аргунская впадина сложена базальтоидными, гранитоидными и осадочными формациями верхнеюрского и нижнемелового возраста; в последних встречаются бурые угли. Сверху эти образования перекрывают незначительные по своей мощности кайнозойские континентальные отложения. Заложение впадины произошло в мезозое, дальнейшее формирование связано с неоген-четвертичными тектоническими движениями.

## Гидрография и ландшафт
Наиболее пониженную часть впадины занимает река Аргунь, абсолютные отметки её уреза воды изменяются от 538 до 504 м. На днище впадины расположено множество озёр, которые являются остатками огромного водоёма, существовавшего здесь в более влажную эпоху четвертичного периода. Встречаются заболоченные участки. Преобладающими ландшафтами являются степи и пойменные луга.